# Steen Secher
Steen Klaaborg Secher (* 9. April 1959 in Torsted Sogn) ist ein ehemaliger dänischer Segler.

## Erfolge
Steen Secher, der im Fredericia Sejlklub segelte, nahm an zwei Olympischen Spielen in der Bootsklasse Soling teil. Bei seinem Olympiadebüt 1988 in Seoul belegte er als Crewmitglied von Jesper Bank, dessen Crew von Jan Mathiasen komplettiert wurde, den dritten Platz. Mit 52,7 Punkten blieben sie zwar weit hinter dem DDR-Boot um Jochen Schümann mit 11,7 Punkten und den US-Amerikanern um John Kostecki mit 14 Punkten zurück, sicherten sich aber noch vor dem britischen Boot mit 67,1 Punkten die Bronzemedaille. Vier Jahre darauf war Secher in Barcelona erneut Crewmitglied des dänischen Bootes von Skipper Jesper Bank, diesmal neben Jesper Seier. Nach sechs Wettfahrten im Fleet Race qualifizierten sie sich mit 34 Punkten als Zweite für die Endrunde, die im Match Race ausgetragen wurde. Mit drei Siegen und zwei Niederlagen zogen sie ins Halbfinale ein. Nach einem 2:0-Erfolg gegen das deutsche Boot folgte im Finale ebenfalls ein 2:0-Sieg gegen die US-Amerikaner, womit die Dänen Olympiasieger wurden. Für diesen Erfolg wurden Secher, Seier und Bank zu Dänemarks Sportler des Jahres gewählt. Im selben Jahr gewann Secher in Cádiz bei den Weltmeisterschaften die Silbermedaille. Die Olympischen Spiele 1992 waren seine letzte internationale Regatta.